# ジェローム・トーマス
ジェローム・トーマス（Jerome Thomas、1983年3月23日 - ）は、イングランド・ウェンブリー出身のプロサッカー選手。ポジションはFW。

## 経歴

### クラブ
アーセナルFCの下部組織で育成されたが、トップチームでの出場機会はなかった。クイーンズ・パーク・レンジャーズFCに2度レンタル移籍した後、2004年2月に10万ポンドでチャールトン・アスレティックFCに放出された。チャールトンでは主力に定着しプレミアリーグ70試合に出場した。2006–07シーズン終了後、チャールトンの降格に伴いポーツマスFCに移籍した。しかしポーツマスではほとんど出番がなく、在籍1年でチャンピオンシップのウェスト・ブロムウィッチ・アルビオンFCに移籍した。WBAでは主力として2009–10シーズンのプレミアリーグ昇格に貢献した。2012–13シーズンに入るとポジションを失い、リーズ・ユナイテッドAFCへの半年レンタルを経てフリーでクリスタル・パレスFCに加入した。2シーズン過ごした後、2016年2月にフリーでロザラム・ユナイテッドFCに加入。ポート・ヴェイルFC退団後はフリーの状態が続いている。

### 代表
UEFA U-19欧州選手権2002では開幕戦のドイツ戦でゴールを挙げた。2003 FIFAワールドユース選手権ではグループステージ3試合に出場したが、チームは敗退した。
なおガイアナにルーツを持つため、サッカーガイアナ代表として出場する権利も有している。

## 所属クラブ
ユース
- ルートン・タウンFC
- アーセナルFC

プロ
- アーセナルFC 2001-2004

→クイーンズ・パーク・レンジャーズFC 2002 (loan)
→クイーンズ・パーク・レンジャーズFC 2002 (loan)
- チャールトン・アスレティックFC 2004-2008

→ポーツマスFC 2008 (loan)
- ポーツマスFC 2008-2009
- ウェスト・ブロムウィッチ・アルビオンFC 2009-2013

→リーズ・ユナイテッドAFC 2012-2013 (loan)
- クリスタル・パレスFC 2013-2015
- ロザラム・ユナイテッドFC 2016
- ポート・ヴェイルFC 2016-2017

## 代表歴
- イングランドU-17
- イングランドU-19
  - UEFA U-19欧州選手権2002
- イングランドU-20
  - 2003 FIFAワールドユース選手権
- イングランドU-21
  - UEFA U-21欧州選手権2006予選

## タイトル
アーセナル
- FAユースカップ: 2000, 2001